# Jacques Offenbach
Jacques Offenbach (ur. 20 czerwca 1819 w Kolonii jako Jakob Offenbach, zm. 5 października 1880 w Paryżu) – urodzony w Królestwie Prus francuski kompozytor żydowskiego pochodzenia.

## Życiorys

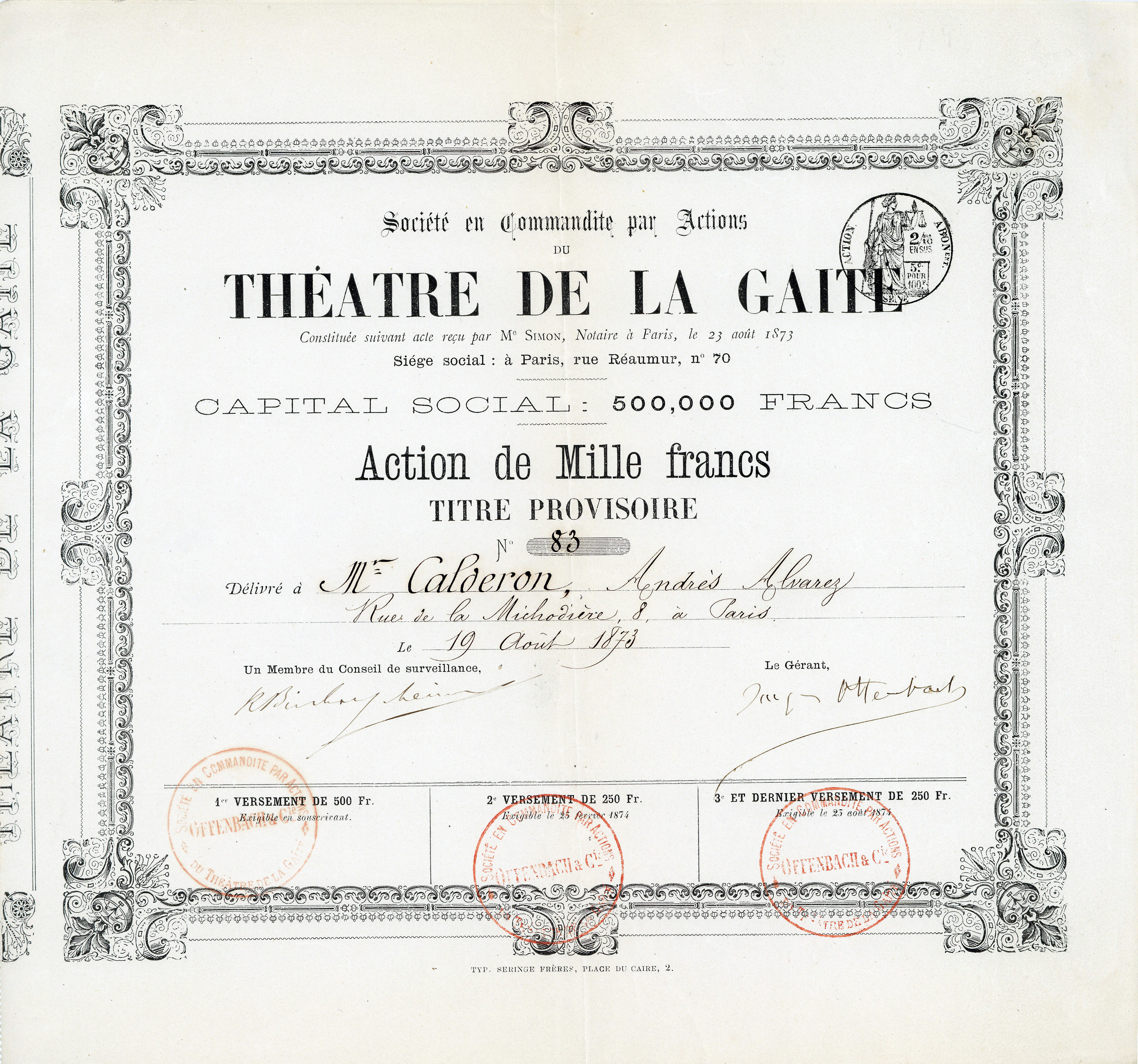
Akcja Théatre de la Gaité na 1000 franków, wydana 19 sierpnia 1873 roku w Paryżu, podpisana w oryginale przez Jaquesa Offenbacha jako dyrektora. Offenbach odnowił teatr od podstaw, by 2 września 1873 roku otworzyć go na nowo inscenizacją dramatu Le Gascon Théodore'a Barière'a, do którego sam napisał muzykę. Offenbach zainwestował 360 000 franków w produkcję dramatu historycznego La Heine Victoriena Sardou, którego premiera odbyła się 3 grudnia 1874 roku, ale nie odniosła ona sukcesu, co ostatecznie doprowadziło do rozwiązania spółki.

Urodził się jako siódme dziecko w rodzinie niemieckich Żydów. Ojciec kompozytora, Izaak Eberst, urodził się w 1779 roku w Offenbach nad Menem w rodzinie kantora i nauczyciela muzyki Judy Ebersta. Izaak odziedziczył po ojcu zamiłowanie do muzyki, wyuczył się też zawodu introligatora, do którego powracał w okresie trudności finansowych. W 1802 zamieszkał w Deutz, miasteczku położonym obok Kolonii. Zarabiał jako nauczyciel gry na skrzypcach, flecie i gitarze. Był również kantorem synagogi w Kolonii. Nazywano go Offenbacherem – przybyszem z Offenbach i z tego powodu przyjął nazwisko Offenbach. Już jako Offenbach ożenił się z o sześć lat od niego młodszą Marianną Rindskopf. W 1816 przeprowadził się do mieszkania na Grosser Griechenmarkt w Kolonii, gdzie w 1819 urodził się Jakob Offenbach.
Pierwszym nauczycielem Jakoba był jego ojciec, który uczył go gry na skrzypcach. Od 1828 Jakob Offenbach uczył się gry na wiolonczeli najpierw u J. Alexandra, a następnie u Bernharda Breuera. W 1833 ojciec wysłał go na naukę do Konserwatorium Paryskiego, do którego został przyjęty mimo że statut uczelni zabraniał przyjmowania cudzoziemców. W 1834 porzucił studia w konserwatorium i pobierał prywatne lekcje u koncertmistrza Opery Paryskiej Louisa Norblina. Na życie i lekcje zarabiał występując jako wiolonczelista w paryskiej Opéra-Comique. W 1835 uczył się kompozycji u Fromentala Halévy’ego. Wtedy też komponował utwory na wiolonczelę, które dopiero od niedawna, po latach zapomnienia, wprowadzane są do repertuaru przez dzisiejszych wiolonczelistów. Jako wirtuoz gry na wiolonczeli występował w salonach paryskich, często w duecie z Friedrichem von Flotowem. W 1841 koncertował z Antonem Rubinsteinem w Paryżu, a w 1843 z Ferencem Lisztem w Kolonii. W 1844 odbył trasę koncertową po Anglii. Wystąpił m.in. na dworze królewskim w Windsorze.
Pierwsza operetka L’Alcôve, którą Offenbach wystawił we Francji na własny koszt, nie przyniosła finansowego sukcesu. W 1848 Offenbach zamieszkał w Kolonii w Królestwie Prus, gdzie koncertował i komponował pieśni ludowo-patriotyczne. W 1849 wystawił niemiecką wersję operetki L’Alcôve pt. Marielle.
W 1850 został dyrygentem orkiestry paryskiego Théâtre Français i funkcję tę pełnił do 1855. W 1853 duży sukces odniósł dzięki operze komicznej Pépito, dedykowanej żonie E. Perrina, dyrektora Opéra-Comique.
W 1855 wydzierżawił niewielki teatrzyk Bouffes-Parisiens na Polach Elizejskich w Paryżu nieopodal Pałacu Przemysłu. Pierwszy program teatrzyku z 5 lipca 1855, który składał się z trzech jednoaktówek, odniósł wielki sukces. Odbyło się ok. 400 przedstawień. Od 1856 siedzibą teatru Bouffes-Parisiens został budynek Théâtre des Jeunes Elèves przy Passage Choiseul w Paryżu. Przez wiele lat teatr Bouffes-Parisiens dobrze prosperował wystawiając operetki Offenbacha oraz innych kompozytorów, m.in. Adolfa Adama, Léo Delibes’a, Louisa François Dauprata oraz adaptacje dzieł Wolganga Amadeusza Mozarta i Gioacchino Rossiniego.
W 1858 Offenbach skomponował dwuaktową operetkę Orfeusz w piekle do libretta Ludovica Halévy’ego i Hectora Crémieux. Utwór odniósł wielki sukces, również finansowy. Od tego momentu Offenbach zaczął tworzyć dzieła stanowiące całe przedstawienia.
W 1860 otrzymał obywatelstwo francuskie. W 1861 roku został Kawalerem Legii Honorowej. W 1861 zrezygnował ze stanowiska dyrektora teatru Bouffes-Parisiens. Odbywał podróże do Wiednia i Bad Ems, gdzie jego operetki cieszyły się dużym powodzeniem. W 1863 skomponował trzyaktową operetkę Rusałki Renu (fr. Les Fées du Rhin), która została wystawiona w Wiedniu pt. Die Rheinnixen. Utwór ten nie odniósł sukcesu. W 1864 skomponował operetki Piękna Helena i Życie paryskie, które odniosły wielki sukces.
Wojna francusko-pruska w 1870 przerwała karierę Offenbacha. Wyjechał wtedy z rodziną do Hiszpanii, a następnie Włoch i Austrii. W 1871 powrócił do Paryża. Od 1873 był dyrektorem teatru Théâtre de la Gaîté, ale w 1874 doprowadził teatr do bankructwa. W 1876 odbył tournée po Ameryce, gdzie występował m.in. w Nowym Jorku i Filadelfii. Jego kolejne utwory wystawiane we Francji nie cieszyły się powodzeniem. Dopiero w 1879 znaczny sukces odniosła operetka Córka tambur-majora (fr. La Fille du tambour-major). W swoim życiu Offenbach skomponował ok. 100 operetek.
W 1880 zaczął komponować operę w pięciu aktach Opowieści Hoffmanna (fr. Les Contes d’Hoffmann), napisaną na podstawie fantastycznych opowiadań Ernesta Teodora Amadeusza Hoffmanna. Dzieła jednak nie dokończył, ponieważ zmarł w 1881. Orkiestracji dokonał zgodnie z wolą Offenbacha, zawartą w jego testamencie, Ernest Guiraud. Prapremiera odbyła się w Opéra-Comique w cztery miesiące po śmierci Jacques’a Offenbacha.

## Życie prywatne
W 1844 przeszedł na katolicyzm i ożenił się z Hiszpanką Herminią d’Alcain. Z tego małżeństwa miał pięcioro dzieci.

## Dzieła
- Pascal et Chambord w Palais-Royal muzyka sceniczna (1839)
- Ba-ta-clan operetka (1855)
- Les deux aveugles operetka (1855)
- Orfeusz w piekle operetka (1858)
- Le papillon balet (1860)
- Gaduły (1862)
- Rusałki Renu operetka (1863)
- Piękna Helena operetka (1864)
- Życie paryskie operetka (1866)
- Sinobrody operetka (1867)
- Wielka księżna de Gérolstein operetka (1867)
- Robinson Crusoé opera komiczna (1867)
- Périchole operetka (1868)
- Les brigands (1869)
- Księżniczka Trebizondy (1869)
- Geneviéve de Brabant operetka (1871)
- Pomme d’api operetka (1873)
- Córka tambur-majora operetka (1879)
- Opowieści Hoffmanna (tytuł oryginalny: fr. Les Contes d’Hoffmann) niedokończona opera (1880)